# 山本隆造
山本 隆造（やまもと りゅうぞう、1956年（昭和31年）3月5日 - 2012年（平成24年）12月24日）は、兵庫県洲本市出身のプロ野球選手（内野手）、プロ野球審判員。

## 来歴
洲本実業高校から近畿大学に進学。関西六大学リーグでは在学中3度優勝。好守好打の遊撃手として知られ、1977年のドラフト2位でクラウンライターライオンズに指名され入団。大学同期に慶元秀章、丸川正充がおり、同じくクラウンに入団している。他の同期入団にパ・リーグ審判の良川昌美がいた。1年目の1978年は、遊撃手として5試合に先発出場し、マルチ安打を記録したこともあったが、その後は出場機会に恵まれず、1982年限りで引退。
その後、1983年からはパシフィック・リーグの審判員となる。1988年10月19日のロッテオリオンズ - 近鉄バファローズ25回戦・ダブルヘッダー第1試合（川崎球場）で一塁塁審を務めた。1990年には、34歳にして日本シリーズに出場した。2006年7月4日の東北楽天ゴールデンイーグルス - 千葉ロッテマリーンズ戦（フルキャストスタジアム宮城）で球審を務め、2000試合出場を達成した。2010年は審判部主任（パ・リーグ担当）であったが、同年限りで引退し2011年からは審判技術委員（関東）となる。現役時代のパ・リーグ審判袖番号は16（1983年から2010年まで）。現役引退までスロートガード装着型のマスクを使用していた。
水島新司の野球漫画である『あぶさん』にも登場しており、よく先輩審判の前川芳男に怒られる役どころとして描かれていた。
判定などで中断した際に、球場内の観客に説明するのが上手であることで定評があった。
日本ハムの近藤貞雄・上田利治の2監督を退場処分にしたことがある。上田には、退場を宣告した直後に張り手を喰らうという災難に見舞われた。
2012年12月24日、胃癌のため死去。56歳没。
2013年の開幕戦から終了まで、NPB審判員は山本のイニシャル「RY」が書き込まれたワッペンをユニフォームの左袖に着用した。

## 出来事

### 選手に謝罪
2008年6月6日の読売ジャイアンツ（巨人） - ロッテ3回戦（東京ドーム）において一塁塁審を務めた山本は、8回裏に巨人の打者・アレックス・ラミレスが三塁前にゴロの打球を放った際、今江敏晃三塁手の一塁への送球の到達がラミレスの一塁到達より早かったと見てアウトにした。
ラミレスは同年5月3日の東京ヤクルトスワローズ戦から連続試合安打の記録を継続していたがこの6月6日の試合では安打を打てず、この打席がこの試合におけるラミレスの最終打席となったため記録は27試合で止まった。翌7日に二塁塁審を務めた山本は、1回の巨人の守備が終わった際にラミレスに「昨日は間違えてごめん」と謝罪した。

### 厳重注意処分
2009年5月9日の北海道日本ハムファイターズ - オリックス・バファローズ7回戦（札幌ドーム）において一塁塁審を務める。日本ハムが1点リードしていた3回表一死のオリックスの攻撃中、山﨑浩司の打席で、ボールカウントの確認を求めた一塁走者の大村直之に対し、2ストライク3ボールと誤表示（実際は2ストライク2ボール）されていたスコアボードを信じて大村に「2ストライク3ボール」と伝えた。次の投球時に盗塁を試みた大村は投球がボールだったため四球と思い減速し、捕手から二塁に送球されタッグアウトとなった（盗塁失敗）。大村は山本に確認したと主張し、オリックスの大石大二郎監督も抗議した。その後審判団が大村の勘違いと場内説明したため大石が説明を訂正するよう求めたが受け入れられず、試合は再開された。この試合は日本ハムが勝利した。
試合後、山本はカウントを勘違いしていたことを認め、川口亘太球審も「スコアボードを訂正しておけば、問題は起こらなかった。反省しています」と詫びた。後日、山本は厳重注意と当日の出場手当を30パーセント減額、川口と鈴木章太・津川力両塁審は厳重注意処分となった。

## 詳細情報

### 年度別打撃成績
| 年 度     | 球 団         | 試 合 | 打 席 | 打 数 | 得 点 | 安 打 | 二 塁 打 | 三 塁 打 | 本 塁 打 | 塁 打 | 打 点 | 盗 塁 | 盗 塁 死 | 犠 打 | 犠 飛 | 四 球 | 敬 遠 | 死 球 | 三 振 | 併 殺 打 | 打 率 | 出 塁 率 | 長 打 率 | O P S |
| --------- | ------------- | ----- | ----- | ----- | ----- | ----- | -------- | -------- | -------- | ----- | ----- | ----- | -------- | ----- | ----- | ----- | ----- | ----- | ----- | -------- | ----- | -------- | -------- | ----- |
| 1978      | クラウン 西武 | 32    | 19    | 19    | 7     | 5     | 0        | 0        | 0        | 5     | 1     | 1     | 0        | 0     | 0     | 0     | 0     | 0     | 6     | 1        | .263  | .263     | .263     | .526  |
| 1980      | クラウン 西武 | 13    | 8     | 8     | 3     | 3     | 1        | 0        | 0        | 4     | 3     | 1     | 0        | 0     | 0     | 0     | 0     | 0     | 1     | 1        | .375  | .375     | .500     | .875  |
| 通算：2年 | 通算：2年     | 45    | 27    | 27    | 10    | 8     | 1        | 0        | 0        | 9     | 4     | 2     | 0        | 0     | 0     | 0     | 0     | 0     | 7     | 2        | .296  | .296     | .333     | .629  |

- クラウン（クラウンライターライオンズ）は、1979年に西武（西武ライオンズ）に球団名を変更

### 記録
- 初出場：1978年7月1日、対近鉄バファローズ後期1回戦（日生球場）、6回裏に真弓明信に代わり遊撃手で出場
- 初安打・初打点：1978年7月17日、対南海ホークス後期4回戦（平和台球場）、7回裏に星野秀孝から適時打
- 初先発出場：1978年8月14日、対ロッテオリオンズ後期6回戦（平和台球場）、9番・遊撃手で先発出場
- 初盗塁：1978年9月23日、対ロッテオリオンズ後期9回戦（鹿児島県立鴨池野球場）、8回裏に二盗（投手：小川清一、捕手：土肥健二）

### 背番号
- 54 （1978年 - 1982年）

## 審判記録
- 初出場：1985年4月6日、西武ライオンズ対近鉄バファローズ1回戦 - 右翼外審として
- 出場試合：2375試合（パ・リーグ2207、交流戦103、日本シリーズ33、オールスター9、クライマックスシリーズ25）
- オールスターゲーム出場：4回 - 1988年、1992年、2002年、2008年。1988年・第3戦と1992年・第2戦で球審。
- 日本シリーズ出場：8回 - 1990年、1995年、1996年、1998年、2002年～2005年。1990年・第2戦、1995年・第5戦、1996年・第2戦、1998年・第4戦、2003年・第5戦、2004年・第2戦で球審。